# Внутрішня робота дипломатичного представництва
Внутрішня робота дипломатичного представництва — діяльність дипломатичного представництва, регламентована чинним законодавством конкретної країни та положеннями її зовнішньополітичного відомства.

## Створення представництв
Першим кроком до встановлення дипломатичних відносин, а відповідно і відкриття дипломатичного представництва є взаємне визнання держав. Визнання держави можливе у двох формах: «де-факто», коли визнається сам факт існування держави і її уряду, і «де-юре», тобто визнання з усіма юридичними правами і привілеями в міжнародних відносинах.
Другим кроком є встановлення дипломатичних відносин, яке відбувається після відповідних переговорів, у формі обміну листами між главами держав або главами урядів, а інколи і міністрами закордонних справ з визначенням рангу дипломатичного представництва (Посольство, місія) чи консульської установи.
Подальшим кроком є взаємне призначення дипломатичних представників (послів, посланників).

### Призначення посла
- Докладніше: Посол

В дипломатичній практиці обов´язковим є запит про згоду (агреман) на призначення посла (посланника). З цією метою уряду приймаючої держави повідомляються короткі дані про кандидата, включаючи прізвище та ім´я, рік народження, освітній рівень, сімейний стан, основні відомості про службову діяльність, які передаються у вигляді пам´ятки без будь-якого офіційного супроводжуючого листа і без реєстрації. Як правило, приймаюча сторона протягом 2—3 тижнів після отримання пам´ятки має дати позитивну відповідь, причому, чим вищим є рівень дружніх стосунків між державами, тим швидше вирішується це питання.
Бувають, хоч і дуже рідко, випадки, коли приймаюча сторона не бажає бачити ту чи іншу конкретну особу як посла (посланника). В такому разі протягом тривалого часу жодної відповіді не дається, що направляюча сторона має розуміти як відмову. У відповідь на такий недружній крок направляюча сторона, як правило, теж протягом певного часу залишає вакантною посаду посла, щоб тим самим виявити своє незадоволення відхиленням кандидатури, яка була запропонована урядом направляючої сторони.
Агреман запитується тільки на персону посла (посланника), але деякі держави практикують запит і на призначення аташе з питань оборони. На інших співробітників посольства не прийнято робити запити і отримувати згоду, хоч це і не гарантує від можливої відмови у видачі візи будь-кому з них, що і є фактичним відхиленням поданої кандидатури.
Оскільки в історії дипломатії відомі приклади призначення дипломатичних представників без погодження з країною перебування, що викликало напруження у стосунках між державами, то з метою уникнення цього в ст. 14 Віденської конвенції записано, що «акредитуюча держава повинна переконатися в тому, що держава перебування дала агреман на ту особу, яку вона планує акредитувати як главу представництва в цій державі». Після отримання агреману видається указ глави держави про призначення посла з публікацією в офіційній газеті. Про це ж повідомляє i преса приймаючої сторони. Після цього посол отримує скріплені підписом глави держави Вірча грамота і відбуває в країну призначення.
Зустрічає новоприбулого посла, як правило, начальник протокольного управління або його заступник та інші офіційні особи. Якщо здійснюється приїзд в країну, з якою тільки нещодавно встановлено відносини, посол по прибутті може зробити коротку заяву для ЗМІ про основні завдання, які поставлені перед ним урядом його держави стосовно розвитку відносин з державою перебування.
Відразу після прибуття до країни посол наносить візит начальнику (шефу) державного (дипломатичного) протоколу, який знайомить його з порядком акредитації в країні перебування. Після цього посол вручає копії вірчих грамот міністру закордонних справ або його заступнику. В перші дні перебування в країні може бути нанесений візит дуаєну (старійшині) дипломатичного корпусу з метою представлення. До вручення вірчих грамот офіційні контакти з послом не практикуються, бо лише після вручення вірчих грамот посол юридично вступає в свої права.
Вручивши вірчі грамоти главі держави перебування, посол розсилає особисту ноту керівникам всіх посольств і місій, акредитованих в країні перебування, повідомляючи про вручення вірчих грамот і що він був би радий підтримувати офіційні контакти з ними. Слідом за цим розпочинається процес нанесення візитів офіційним особам держави — главам парламенту і уряду, міністру закордонних справ, його заступникам та керівникам відповідних підрозділів, іншим міністрам та офіційним особам держави.
Ці візити, як правило, є візитами ввічливості і не завжди носять протокольний характер (в залежності від загального рівня і характеру відносин з країною перебування або з країною, яку представляє глава дипломатичної установи), але дають можливість передати першочергову інформацію про свою країну і отримати певні відомості від співрозмовника. Зазвичай, під час бесід сторони не торкаються складних, а тим більше неоднозначних (болючих) питань взаємних стосунків, а в умовах доброзичливості зав´язують лише попередні контакти. Ці перші бесіди, як правило, дають лише попереднє уявлення про людей, з якими доведеться працювати в майбутньому, а також окреслюють найближче коло питань, з якими посольству доведеться мати справу.
Подібні попередні контакти відбуваються і серед інших співробітників посольства з колегами відповідного рівня МЗС країни перебування і дипломатичного корпусу. Радники зустрічаються з радниками, секретарі з секретарями, військові аташе з військовими представниками. Після нього відбуваються реквізити послів та дипломатів з інших посольств. Посол може провести коктейль з нагоди початку своєї діяльності в країні.
Досвід свідчить, що двох-трьох місяців досить, щоб розібратися з реальною ситуацією в країні перебування і в подальшому плідно працювати з метою поглибленого вивчення різнобічних питань внутрішньополітичного та зовнішньополітичного життя країни. 
Зміст цих перших візитів розглядається на нарадах апарату, відбувається обмін думками щодо проведених зустрічей і бесід, обговорюються найцікавіші їх моменти, що мають значення для роботи посольства, а також міжнародних відносин.

## Структура дипломатичного представництва
Структура посольства залежить від масштабів та завдань майбутньої діяльності представництва, включно і від кількості співробітників. Класична структура великого посольства складається з таких підрозділів:
- група з питань внутрішньої політики;

- група з питань зовнішньої політики;

- група з питань економіки;

- група з питань культури і гуманітарних проблем;

- група преси;

- секретаріат посла (відає також протокольними справами);

- група з адміністративно-господарських питань окремим підрозділом посольства є консульський відділ, що займається консульськими проблемами (в межах всієї країни — якщо в країні не акредитовані генеральні консульства, або в межах консульського округу).

### Група з питань внутрішньої політики
Група з питань внутрішньої політики займається аналізом внутрішньополітичної ситуації в країні перебування, контактує з представниками канцелярії глави держави, парламенту, уряду, політичних партій, громадських та релігійних організацій. Прогнозує та інформує центр про можливий вплив тих чи інших внутрішньополітичних подій країни перебування (виборів, референдумів, політичних, парламентських, урядових криз тощо) на стан відносин з акредитуючою країною.

### Група з питань зовнішньої політики
Група з питань зовнішньої політики здійснює постійний моніторинг багатосторонніх та двосторонніх відносин країни перебування з організаціями системи ООН, іншими міжнародними організаціями, її двосторонні відносини, зокрема з країнам й-сусідам й своєї держави. Наприклад, українських дипломатів в країні перебування більше цікавить стан відносин Канади, Великої Британії чи КНР з Росією, Білоруссю, Молдовою, Румунією, Угорщиною, Словаччиною, Польщею, Туреччиною, ніж, скажімо, з країнами Африки чи Латинської Америки.

### Група з питань економіки
В сьогоднішній час економічної глобалізації особливої уваги набувають питання саме економічних відносин між державами, проблеми торговельного та науково-технічного співробітництва, а тому надзвичайно важливі завдання постають перед групою з питань економіки. Це — систематичний поглиблений моніторинг стану економічних відносин країни перебування зі своєю країною, турбота про захист національних економічних інтересів на ринках країни перебування. Співробітники цієї групи аналізують статистичні дані економічного та фінансово-банківського характеру з метою інформування керівництва своєї країни про можливі позитивні або негативні моменти у сфері взаємних економічних відносин. Варто ще раз підкреслити, що в умовах економізації дипломатичної служби важко переоцінити значення цього підрозділу посольства.
Роботою цих найважливіших підрозділів посольства керують, як правило, радники-посланники з політичних і економічних проблем.

### Група з питань культури
У великих посольствах може створюватись окрема група з питань культури і гуманітарних проблем, яка займається питаннями культурного і наукового співробітництва, співробітництва в галузі охорони здоров´я, туризму та ін.

### Група преси
Група (сектор) преси здійснює систематичний щоденний моніторинг матеріалів преси, передач радіо й телебачення, в першу чергу стосовно відносин зі своєю країною. Співробітники цієї групи готують і направляють до центру щоденні огляди преси країни перебування, свої прес-релізи, влаштовують прес-конференції, брифінги, забезпечують інші форми контактів зі ЗМІ.

### Секретаріат посла
Секретаріат посла виконує функції контактного підрозділу між послом і керівниками груп, забезпечує підготовку нарад. Надзвичайно важливим в діяльності секретаріату є виконання протокольних функцій як стосовно перебування в країні, так і під час підготовки офіційних І робочих візитів глави своєї держави, керівництва парламенту, глави уряду, міністра закордонних справ.

### Група з адміністративно-господарських питань
Група з адміністративно-господарських питань забезпечує життєдіяльність представництва, турбується про умови проживання співробітників, займається проблемами транспорту, поточних ремонтів, організації дипломатичних прийомів і т. ін.
Звичайно, говорячи про групи різного функціонального призначення, маються на увазі великі посольства, наприклад в Москві, Вашингтоні, Брюсселі. В переважній більшості посольств подібних груп не існує, бо там працює невелика кількість дипломатів. Але, попри це, практично по кожному з напрямів діяльності посольства працюють 1—2 дипломати, які повинні забезпечувати визначений напрям роботи.

### Торгово-економічні місії
Крім вищеназваних підрозділів в складі посольств України є торгово-економічні місії, які займаються практичними питаннями відповідних контактів, ініціюють і беруть участь у підготовці різного роду заходів економічного характеру (форуми, ярмарки, конференції), здійснюють моніторинг видань з питань економіки, їх публікацій, статистичних матеріалів. Місії направляють матеріали, як правило, на адресу економічних відомств своєї країни, а копії (хоч і не завжди) в МЗС. Доцільність існування цього підрозділу — питання дискусійне і багато спеціалістів схиляються до думки, що в складі посольства має існувати лише один економічний підрозділ — бюро (чи апарат) економічного радника, який би займався глобальними, стратегічними питаннями дво- чи багатосторонніх економічних відносин, а конкретні справи торговельного характеру необхідно передати торговельно-комерційним центрам на принципах госпрозрахунку, які перебуватимуть за межами посольства.

### Військовий аташе
- Докладніше: Військовий аташе

В дипломатичних представництвах функціонує також апарат військового аташе (або аташе з питань оборони). Ця структура діє в абсолютній більшості посольств і забезпечує контакти по лінії міністерств оборони, військо во-технічного співробітництва та протокольно-представницького характеру.
В сучасному неспокійному світі, в умовах активізації міжнародного тероризму (захоплення посольств, диверсійні акти проти них, викрадення дипломатів з метою використання їх як заручників, вбивства дипломатичних співробітників) дуже актуальним стає питання безпеки і охорони дипломатичних представництв. За останні 5—7 років акредитуючі держави значно посилили увагу до режиму безпеки своїх представництв, створення системи внутрішньої охорони посольств. Практично в усіх дипломатичних представництвах України ці функції здійснюють офіцери безпеки разом з комендантами охорони, як правило військовослужбовцями Державної прикордонної служби України. Крім цього, в ряді посольств України за кордоном забезпечена зовнішня охорона силами відповідних відомств країни перебування, але, на жаль, це практикується далеко не завжди, хоча Україна забезпечує практично всі посольства і резиденції послів постійною зовнішньою охороною.

### Персонал

#### Дипломати
Всю роботу дипломатичного представництва забезпечує персонал, який поділяється на дві категорії — дипломати і адміністративно-технічні працівники. Очолює дипломатичне представництво посол або постійний представник України при міжнародній організації в ранзі посла. Організаційні роботи в посольстві, як правило, забезпечує радник-посланник (у великих посольствах) або радник, який є другою особою після посла. В складі посольств України радники-посланники є в Австрії, Бельгії, Білорусі, Великій Британії, Ізраїлі, Канаді, Китаї, Російській Федерації, США, Франції, ФРН.
Окремі групи в посольствах очолюють радники або перші секретарі. В окремих посольствах України можуть бути радники або перші секретарі, котрі займаються контактами зі службами міністерства внутрішніх справ або митної чи прикордонної служб країни перебування. У великих посольствах бувають радники з питань культури і гуманітарних проблем, науки і науково-технічних проблем, сільського господарства. Далі йдуть другі, треті секретарі, аташе, референти, які займаються конкретними питаннями у групах.

#### Адміністративно-технічні працівники
Групу з адміністративно-господарських питань можна умовно поділити на окремі складові, куди входять канцелярія, бухгалтерія, господарський та транспортний підрозділи. В переважній більшості посольств України вищеназвані функції виконують, як правило, одна-дві особи. Слід підкреслити, що і на цих співробітників покладається досить широке коло обов´язків по забезпеченню роботи канцелярії (прийом і відправка дипломатичної пошти, контроль за своєчасним виконанням документів, ведення архіву і підготовка матеріалів до здачі в центральний архів, обслуговування оргтехніки); бухгалтерії (фінансові розрахунки по веденню господарства посольства, контроль за дотриманням бюджетної дисципліни, за економним і раціональним використанням коштів); господарського підрозділу (підготовка договорів оренди, ремонту, здійснення господарських закупок); транспортного — (забезпечення перевезення співробітників та вантажів посольства).
Як правило, в кожному посольстві приймається розпорядження, за яким детально розписуються функціональні обов´язки кожного співробітника, від посла і до завгоспа та механіка-водія.

## Регламент
Крім цього посол розробляє і затверджує ряд інструкцій, котрі регламентують життєдіяльність дипломатичного представництва. Це насамперед інструкція по внутрішньому розпорядку роботи посольства, в якій окреслено основні обов´язки співробітників та адміністрації дипломатичного представництва, використання робочого часу, порядок заохочень та стягнень, деякі моменти загального порядку призначення і звільнення співробітників посольства.
Також окремі аспекти діяльності посольства можуть регламентуватись інструкціями про порядок прийому іноземних делегацій, груп та окремих представників і проведення роботи з ними; про дії співробітників посольств у разі виникнення позаштатних чи надзвичайних ситуацій; про умови та порядок використання службового автотранспорту посольства; чергування по посольству і т. д.

### Плани роботи
Вся робота дипломатичного представництва за кордоном ведеться на основі планів роботи, які поділяються на перспективні (річні), квартальні або місячні, тижневі і щоденні плани-графіки поточної роботи.
Річний план роботи включає додаткові оперативні плани на коротші часові періоди, які деталізують окремі положення загального плану. В той же час річний план роботи може складатися з розбивкою по кварталах і таким чином бути оперативним робочим планом з невеликим коректуванням в процесі роботи. Ряд спеціалістів вважає, що оптимальним планом є квартальний план, бо він дає можливість чіткіше планувати роботу з врахуванням змін реальних обставин. Отже, єдиної установки щодо планування немає, і посли, виходячи з реальної обстановки, самі визначають, яким чином найоптимальніше складати план роботи кожного диппредставництва. Переважно плани роботи посольств складаються з чотирьох основних розділів.
В першому розділі розглядаються Стратегічні завдання роботи посольства на певний перспективний період діяльності (як у внутрішньополітичному, так і в зовнішньополітичному плані). При цьому увага співробітників посольства спрямовується на головні політичні, економічні та гуманітарні проблеми, якими будуть займатися дипломати посольства в найближчій перспективі. До числа таких питань в зовнішньополітичній діяльності України сьогодні можна віднести:
- проблеми дискусії щодо місця, ролі і впливу ООН і ОБОЄ в сучасній системі міжнародної безпеки;

- проблеми європейської і євроатлантичної інтеграції;

- проблеми регіонального співробітництва (Центрально-Європейська ініціатива, Чорноморське економічне співтовариство, Балто-чорноморське співробітництво і т. ін.)

- проблеми відносин з сусідніми державами, а особливо з РФ, кризові політичні і соціальне-економічні явища, які мають вплив на всі країни СНД.

В цьому ж розділі планується робота по тих проблемних питаннях, які є найважливішими для конкретного історичного моменту, наприклад, ювілей держави, інші важливі історичні дати загальнодержавного значення, чи персонали, передбачаються заходи, що стосуються важливих проблем міжнародного життя: підготовка до сесій ООН, ПАРЄ, конгресів і конференцій, з´їздів і парад, самітів та інших подій чи кампаній міжнародного плану.

#### Перший розділ
В першому розділі плануються завдання, що можуть постати перед посольством у зв´язку з якимись змінами що можуть відбуватися у внутрішній і зовнішній політиці країни перебування, наприклад президентські чи парламентські вибори, зміна державного статусу країни у зв´язку з вступом в союз, конфедерацію і т. ін.
Заходи першого розділу повинні координуватися (взаємодоповнювати) з планом роботи відповідного територіального управління. В цьому розділі можуть також враховуватись зовнішньополітичні плани інших міністерств і відомств, наприклад Міністерства економіки, Міністерства культури і мистецтв та інших.

#### Другий розділ
Другий розділ плану, як правило, присвячується зовнішньополітичним акціям посольства, відповідно до орієнтації Центру і спрямовуються на забезпечення конкретних зовнішньополітичних завдань. Тут ідеться, зокрема, про забезпечення підготовки конкретних важливих міжнародних заходів: саміти СНД, ЦЄ1, ЧЕС і т. ін. Насамперед ідеться про зустрічі і бесіди з цієї проблематики з політичними і державними діячами, журналістами і науковцями, публічні виступи в різних аудиторіях і в пресі, інші заходи, спрямовані на роз´яснення позиції України по тій чи іншій проблемі. Після завершення цих самітів, конференцій і конгресів розробляються, як правило, заходи по реалізації їх рішень чи домовленостей.
В цьому ж розділі плануються заходи по підтримці ділових контактів з державними і громадсько-політичними діячами країни перебування, дипломатами і визначаються конкретні завдання, наприклад, по підготовці до самітів, конференцій або конгресів; по підготовці до офіційних візитів, до ювілеїв та інших важливих політичних заходів в країні перебування. Тут же планується підготовка пропозицій щодо реакції урядових, культурних, релігійних та інших організацій України на ті чи інші події в країні перебування.
В другий розділ плану включаються питання економічних, науково-технічних, військових і гуманітарних зв´язків. Але слід підкреслити, що із зростанням значення економічного, науково-технічного і військово-технічного співробітництва планування по цій лінії може здійснюватися більш детально, як додаток до загального плану роботи.

#### Третій розділ
Третій розділ плану — це планування роботи по вивченню впливу на стан двосторонніх відносин. В цьому розділі планується підготовка документально-довідкових і довідково-інформаційних матеріалів, формування досьє по окремих напрямах як внутрішньої, так і зовнішньої політики країни перебування, підготовка тематичних оглядів преси, різних довідок і т. ін. В цьому ж розділі плануються основні поїздки по країні перебування як посла, так і старших дипломатів.
Слід підкреслити, що при плануванні довідково-інформаційної роботи (особливо в квартальних чи місячних планах) треба враховувати оперативну цінність матеріалів, тобто вони завжди повинні готуватися вчасно, так би мовити «по гарячих слідах». Крім того, вони повинні бути максимально чіткими, конкретними, враховувати те, що було зроблено в попередній час.
В цьому розділі плануються основні зв´язки і контакти в країні перебування, в тому числі і з представниками дипломатичного корпусу (участь в роботі різних клубів, неформальних об´єднань) і т. ін.
Відомий дипломат І. М. Майський у своїх спогадах з цього приводу писав: «Справжній дипломат повинен мати широку сітку зв´язків в найрізноманітніших колах країни перебування: серед чиновників МЗС та інших центральних установ, політиків і журналістів, бізнесменів і громадських діячів, профспілкових діячів і служителів церкви, діячів науки, культури, мистецтва, професійних спортсменів, не боятися «інакомислячих» і форми цих контактів можуть бути найрізноманітнішими: зустрічі у справах і без справ, дружня увага, запрошення в театр або на обід, поздоровлення зі святом або днем народження, передача цікавої книги і т. п.»

#### Четвертий розділ
Заключний — четвертий розділ плану, як правило, присвячується організації внутрішньої роботи в колективі, фінансово-господарського забезпечення життєдіяльності дипломатичного представництва. Тут йдеться про вивчення країни перебування дипломатами, організацію навчання молодих спеціалістів, проведення оперативних тематичних (референтських) і поточних нарад, в тому числі із залученням представників інших українських організацій, акредитованих в країні перебування; про вдосконалення стилю і методів роботи дипломатичного представництва.
В багатьох посольствах практикується складання щоденних планів-графіків роботи, де фіксуються найважливіші події, в яких беруть участь дипломати, основні зустрічі і бесіди, участь у культурних заходах.
Свою специфіку має ведення роботи постійних представництв при міжнародних організаціях. На сьогодні Україна є членом майже 100 міжнародних організацій і має свої постійні представництва при Організації Об´єднаних Націй в Нью-Йорку, при відділенні ООН та інших міжнародних організацій в Женеві, при ЮНЕСКО в Парижі, при міжнародних організаціях у Відні, постійні представництва при ЄС, Раді Європи, Місію при НАТО. Робота постійного представництва при будь-якій міжнародній організації — це в першу чергу політична робота в цих найважливіших міжнародних інституціях. І перед ними стоїть важливе завдання: використовуючи всі можливості дипломатичного впливу, забезпечувати просування Ініціатив України в цих міжнародних організаціях, створення позитивного іміджу нашої країни, досягнення максимальної користі (як політичної, так і економічної) для своєї держави.

## Складові дипломатичної діяльності держави
— постійне представництво (представлення) держави за кордоном, яке здійснюється її посольствами та місіями і спрямоване на підтримку нормальних відносин з іноземними державами;
— участь представників держави в діяльності різних міжнародних організацій і установ (ООН, ЮНЕСКО, ОБСЄ, Рада Європи тощо);
— міжнародні форуми (конференції, наради, семінари), тобто періодичні двосторонні та міжнародні зустрічі уповноважених держав, починаючи з глав держав, глав урядів чи міністерств закордонних справ і закінчуючи спеціальними уповноваженими і співробітниками різних рангів;
— дипломатичне листування (заяви, листи, ноти, меморандуми);
— підготовка і підписання дво- та багатосторонніх міжнародних договорів і угод, що регламентують різні питання міждержавних відносин;
— висвітлення в мас-медіа позиції уряду з тих чи інших зовнішньополітичних питань, публікація офіційної інформації про найважливіші міжнародні події, офіційне видання міжнародних актів і документів.

## Дипломатичне листування
Дипломатичне листування є надзвичайно важливим аспектом багатогранної повсякденної дипломатичної практики. Як одна із складових дипломатичної роботи, що розкриває сутність останньої, воно вимагає від виконавця високої майстерності, фахового досвіду, бездоганного знання специфіки виконуваної справи.
При підготовці будь-якого дипломатичного документа необхідне добре знання питання, про яке йдеться в документі: його історії, стану проблеми на момент складання документа, юридичних, зовнішньополітичних аспектів проблеми.
Дипломатичне листування є досить консервативною сферою дипломатичної практики, тому, як правило, воно передбачає дотримання традиційних правил дипломатичного протоколу. Вироблені протягом тривалого історичного часу, ці правила є загальноприйнятими в міжнародній дипломатичній діяльності і їх слід розглядати як обов'язкові для використання. Порушення правил ведення дипломатичного листування може призвести до загострення стосунків між сторонами.
На думку відомого британського спеціаліста в галузі дипломатичного протоколу Рональда Барстона, існує чотири основних види документів для ведення дипломатичного листування. Це — ноти, листи, меморандуми та пам'ятні записки. Такий підхід фактично збігається з точкою зору не менш відомих російських знавців дипломатичного протоколу Ф. Ф. Молочкова та А. П. Борункова, праці яких є загальновизнаними і використовуються як посібники в дипломатичних навчальних закладах багатьох країн світу.
Надзвичайно суттєвим компонентом дипломатичного листування є мова, якою складаються дипломатичні документи. Формально міністерство закордонних справ та посольство мають право вести дипломатичне листування мовою своєї країни. Проте, це може спричинити труднощі для адресата з перекладом і, таким чином, загальмувати чи навіть зашкодити вирішенню порушуваного в дипломатичному документі питання. Щоб уникнути такої ситуації, можливе застосування двох загальновідомих варіантів: по-перше, за домовленістю із міністерством закордонних справ або посольством дипломатичне листування може вестися будь-якою третьою мовою, наприклад англійською чи французькою; по-друге, дипломатичне листування може здійснюватися мовою своєї країни, з додаванням до кожного документа його неофіційного перекладу. Ведення посольством дипломатичного листування мовою країни перебування, звичайно, не можна розглядати як помилку. Проте посольству необхідно виявляти обережність у тих випадках, коли в країні перебування існує не одна, а кілька офіційних мов (Канада, Бельгія, Швейцарія, Індія, Нігерія тощо). Ведення листування лише однією із цих мов може в певних політичних ситуаціях призвести до ускладнень у взаємовідносинах між країнами.
Дипломатична документація держав є досить різноманітною. Значну частину u становлять документи, що мають виключно відомчий характер. Окрему категорію становлять дипломатичні документи, за допомогою яких здійснюються офіційні зносини між державами і в яких викладається їхня позиція з тих чи інших питань міжнародного життя. Частина таких документів з тих чи інших причин має конфіденційний характер (у дипломатичній практиці зустрічаються навіть «усні послання» та «усні заяви», тексти яких зачитуються, але не передаються адресату).
Значна кількість дипломатичних документів не публікується взагалі з огляду на малозначущість питань, які в них порушуються.
Проте переважна більшість дипломатичних документів, особливо тих, що стосуються важливих питань міжнародного життя, обов'язково оприлюднюються в ЗМІ, і саме за ними можна оцінювати пріоритети і головні напрями зовнішньої політики тієї чи іншої країни.
Крім дипломатичного листування, важливими формами дипломатичної діяльності держав є: участь у міжнародних конгресах, конференціях та нарадах, тобто в періодичних зустрічах представників держав на різних рівнях; підготовка і підписання міжнародних договорів та угод — багатосторонніх чи двосторонніх, які регламентують найрізноманітніші питання міжнародних відносин; постійне представництво держави за кордоном, що здійснюється її посольствами і місіями, ведення ними політичних та інших переговорів із дипломатичним відомством країни перебування; участь представників держави в діяльності міжнародних організацій — універсальних та регіональних; висвітлення у ЗМІ позиції уряду з тих чи інших зовнішньополітичних питань, публікація офіційної інформації, офіційне видання міжнародних актів та документів.